# Limba jezici
Limba jezici, jedan od tri glavnih ogranaka južnoatlantske skupine atlantskih jezika koja čini dio atlantsko-kongoanskih jezika, nigersko-kongoanska porodica. Sastoji se od dva jezika koji se govore u Sijera Leoni i Gvineji, a najvažniji od njih je zapadni-centralni limba jezik [lia] koji ima preko 335.000 govornika (1989 J. Kaiser) na sjeveru Sijera Leone. Drugi jezik, istočni limba [lma] ima svega oko 4.000 govornika u Gvineji (Johnstone 1993), od čega 2.000 ljudi govori pod-dijalektom ke (1991 J. Kaiser).
Obadva jezika nazivaju se i yumba ili yimba. Narod Limba treća je po velićini etnička skupina Sijera Leone.

## Vanjske poveznice
- Ethnologue (14th)
- Ethnologue (15th)